# Мазоловский сельсовет (Могилёвская область)
Ма́золовский сельсовет — административная единица на территории Мстиславского района Могилёвской области Республики Беларусь.

## Состав
Мазоловский сельсовет включает 11 населённых пунктов:
- Бескаково — деревня.
- Большая Зятица — деревня.
- Быковичи — деревня.
- Галковичи — деревня.
- Жигалово — деревня.
- Заречье — деревня.
- Калиновка — деревня.
- Курковщина — деревня.
- Ларьяново — деревня.
- Мазолово — агрогородок.
- Майское — деревня.
- Мышкино — деревня.
- Новое Село — деревня.
- Рожево — деревня.
- Сутоки — деревня.

Упразднённые населённые пункты:
- Дедковичи — деревня.